# Dandi (Nigéria)
Dandi é uma área de governo local no Kebbi (estado), Nigéria, partilha uma fronteira com a República do Níger. Sua sede fica na cidade de Kamba.
Possui uma área de 2.003 km² e uma população de 144.211 no censo de 2006.
O código postal da área é 862.